# Millplophrys
Millplophrys är ett släkte av spindlar. Millplophrys ingår i familjen täckvävarspindlar.
Kladogram enligt Catalogue of Life:
| Millplophrys | \| \| Millplophrys cracatoa \| \| \| \| \| \| Millplophrys pallida \| \| \| \| |
|              | \| \| Millplophrys cracatoa \| \| \| \| \| \| Millplophrys pallida \| \| \| \| |
|              | Millplophrys cracatoa                                                          |
|              |                                                                                |
|              | Millplophrys pallida                                                           |
|              |                                                                                |